# Lycée Raoul-Follereau
Le lycée Raoul-Follereau est un établissement de la ville de Belfort, combinant un lycée général et technologique et un lycée professionnel.
Il accueille environ 1 850 élèves, de la troisième découverte professionnelle jusqu'aux classes préparatoires scientifiques.
Il est le second lycée de l'académie de Besançon, et le premier du Territoire de Belfort.

## Classement du Lycée
En 2015, le lycée se classe 3e sur 5 au niveau départemental quant à la qualité d'enseignement, et 1759e au niveau national. Le classement s'établit sur trois critères : le taux de réussite au bac, la proportion d'élèves de première qui obtient le baccalauréat en ayant fait les deux dernières années de leur scolarité dans l'établissement, et la valeur ajoutée (calculée à partir de l'origine sociale des élèves, de leur âge et de leurs résultats au diplôme national du brevet).

## Classes préparatoires aux grandes écoles
Le lycée accueille 5 CPGE scientifiques (PTSI et PCSI en première année, PT, PC et PSI en deuxième année). En 2015, L'Étudiant donnait le classement suivant pour les concours de 2014 :
| Filière | Élèves admis dans une grande école* | Taux d'admission* | Taux moyen sur 5 ans | Classement national | Évolution sur un an |
| --- | ----------------------------------- | ----------------- | -------------------- | ------------------- | ------------------- |
| PT / PT* | 6 / 34 élèves                       | 18 %              | 24 %                 | 34eex-æquo sur 62   | 7                   |
| Source : Classement 2015 des prépas - L'Étudiant (Concours de 2014). * le taux d'admission dépend des grandes écoles retenues par l'étude. En filières scientifiques, c'est un panier de 11 à 17 écoles d'ingénieurs qui a été retenu par L'Étudiant selon la filière (MP, PC, PSI, PT ou BCPST). |                                     |                   |                      |                     |                     |

## Équipements sportifs
Le lycée possède plusieurs installations sportives :
- un terrain de foot synthétique (extérieur)
- une piste d'athlétisme (extérieur)
- un terrain de basketball (extérieur)
- un gymnase (avec installations d'escalade)

## Bâtiments
Le lycée est constitué de 16 bâtiments, organisés autour de plusieurs places recouvertes de pelouses ou d'installations sportives.
Ils sont répartis selon les utilisations suivantes :
- 6 bâtiments de cours
- 3 bâtiments d'internat
- 1 bâtiment de restauration
- 2 bâtiments de logements de fonction
- 1 gymnase
- 1 bâtiment logistique
- 2 bâtiments d'administration

La plupart des structures date de l'ouverture des lycées Follereau et Cassin, cependant une partie des bâtiments de cours et internats a été rénovée.
Le lycée dispose également d'un auditorium, appelé salle Goldschmidt.

## Liste des proviseurs
2022 - : M. Stéphane Arru
2015 - 2022 : M. Dominique Balon
2007 - 2015 : M. Jean Luc Monard
?détailler- 2007 :M. Jacques Péquignot,